# Emilio de los Santos
Emilio de los Santos Salcié fue un abogado y político dominicano, que ejerció como presidente de la República Dominicana en 1963.

## Biografía
Nació el 12 de octubre de 1903, en San Juan de la Maguana, hijo de Juan Justo de los Santos (Don Chuchú) y Doña María Antonia Salcié. Estuvo casado con Mary Borensen, con la cual procreó sus dos hijas: María Cristina de Garrido y Rosa Margarita de Torres. Hizo sus estudios primarios en su ciudad natal, así como los secundarios y universitarios en Santo Domingo.
Fue presidente de la Junta Central Electoral que proclamó el triunfo de Juan Bosch en los comicios de 1962.
Antes del primer año de su toma de posesión, un golpe de Estado derrocó el 25 de septiembre de 1963 al presidente Bosch. Oficiales superiores de las Fuerzas Armadas formaron una Junta Provisional de Gobierno.
Fue Presidente del Triunvirato que dirigió el país tras el derrocamiento del presidente Bosch. El gabinete del Triunvirato estuvo conformado por políticos derechistas e individuos ligados a la comunidad empresarial de la República Dominicana.
En diciembre de 1963, un grupo guerrillero encabezado por Manuel Aurelio Tavárez Justo y los líderes de la Agrupación Política 14 de Junio (1J4) se sublevó en las montañas para luchar contra el Triunvirato. Los guerrilleros fueron rodeados rápidamente por las tropas del ejército y forzados a rendirse. Una vez hechos prisioneros, casi todos fueron asesinados y sólo a unos pocos se les perdonó la vida.
Cuando el presidente del triunvirato, Emilio de los Santos, se enteró de lo ocurrido, renunció inmediatamente a su cargo declarando que no sería cómplice del asesinato de un grupo de jovenzuelos, habiendo dado las instrucciones en el sentido de preservar su vida.
Luego de retirarse de la actividad política, Emilio de los Santos retomó su vida profesional, formando parte del bufete de abogados Rogues Román-Bergés, en la ciudad de Santo Domingo, firma que él había fundado junto a otros abogado.
Emilio de los Santos falleció en Santo Domingo el 10 de junio de 1986.